# Singapore Open 1998 - Qualificazioni doppio
Le qualificazioni del doppio  dello  Singapore Open 1998 sono state un torneo di tennis preliminare per accedere alla fase finale della manifestazione. I vincitori dell'ultimo turno sono entrati di diritto nel tabellone principale. In caso di ritiro di uno o più giocatori aventi diritto a questi sono subentrati i lucky loser, ossia i giocatori che hanno perso nell'ultimo turno ma che avevano una classifica più alta rispetto agli altri partecipanti che avevano comunque perso nel turno finale.
Le qualificazioni del doppio del torneo Singapore Open 1998 prevedevano 4 coppie partecipanti di cui una è entrata nel tabellone principale.

## Teste di serie
1. Ben Ellwood /  Lleyton Hewitt (primo turno)

1. Andrei Pavel /  Sargis Sargsian (Qualificati)

## Qualificati
1. Andrei Pavel  /   Sargis Sargsian

## Tabellone

### Legenda
| - Q = Qualificato - WC = Wild card - LL = Lucky loser | - ALT = Alternate - SE = Special Exempt - PR = Protected Ranking | - w/o = Walkover - r = Ritirato - d = Squalificato |

|  | Primo turno | Primo turno                    | Primo turno                    | Primo turno | Primo turno |  |  | Ultimo turno | Ultimo turno                 | Ultimo turno                 | Ultimo turno | Ultimo turno |  |
|  |             |                                |                                |             |             |  |  |              |                              |                              |              |              |  |
|  |             | Kenneth Carlsen Lionel Roux    | 6                              | 6           | 6           |  |  |              |                              |                              |              |              |  |
|  | 1           | Ben Ellwood Lleyton Hewitt     | 7                              | 3           | 4           |  |  |              | Kenneth Carlsen Lionel Roux  | Kenneth Carlsen Lionel Roux  | 2            | 3            |  |
|  | 2           | Andrei Pavel Sargis Sargsian   | Andrei Pavel Sargis Sargsian   | 7           | 6           |  |  | 2            | Andrei Pavel Sargis Sargsian | Andrei Pavel Sargis Sargsian | 6            | 6            |  |
|  |             | Sjeng Schalken John van Lottum | Sjeng Schalken John van Lottum | 5           | 3           |  |  |              |                              |                              |              |              |  |